# 紅夷大炮

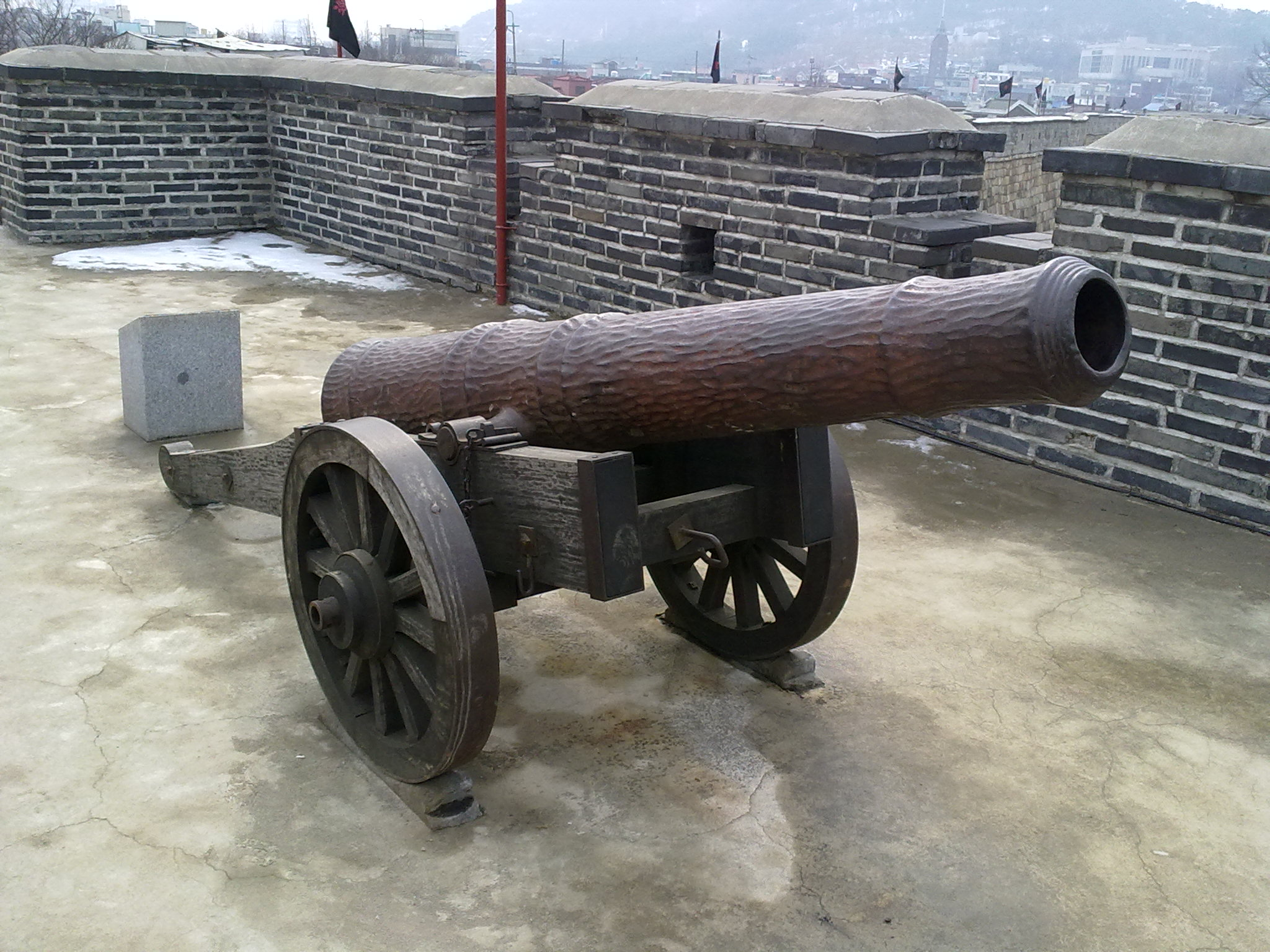
紅夷大炮複製品

红夷大炮，清代避讳作红衣大炮，是明朝在16世纪制造的一种加农炮，于明中后期自欧洲传入中国，軍人往往在这些巨炮上盖以象徵吉利的红布，且清代滿族忌諱「夷」字，故定名為紅衣大炮。
在设计上有优点，炮管长，管壁厚，而且是从炮口到炮尾逐渐加粗，符合火药燃烧时膛压由高到低的原理，此設計可減輕整體重量而不降其強度。在炮身的重心处两侧有圆柱型的炮耳，火炮以此为轴可以调节射角。

## 基本介绍
红夷大炮是欧洲在16世纪制造的一种火炮，明代后期传入中国，也称为红衣大炮。所谓“红夷”者，红毛荷兰与葡萄牙也。因此很多人认为红夷大炮是进口荷兰的，其实当时明朝将所有从西方进口的前装滑膛加农炮都称为红夷大炮。据考证，当时明朝进口的红夷大炮只有少量是从荷兰东印度公司进口，后来因澎湖之戰与荷兰人交恶，大多数是与澳门的葡萄牙人交易得来的，明朝当时的需求量巨大，葡萄牙人还做中间商将英格蘭的舰载加农炮卖给中国。

## 传入中国
紅夷大炮最远射程可达二十里以上。明朝天啟年間從葡萄牙人手里购买了英国制造的加农炮后，该炮开始传入中国。也有一种说法该炮是中国闽南工匠仿制西班牙的吕宋炮而制成。
天啟六年（1626年）紅夷大炮在宁远之战中發揮極大威力。據史料記載，後金的攻城行動在明軍猛烈炮火的攻擊下，八旗官兵血肉橫飛，屍積如山，是努爾哈赤成軍以來的首次挫敗。努爾哈赤在這場戰役中可能為炮火所擊傷，不到一年即去世。1627年，在宁锦之战中，红夷大炮再次发挥巨大威力，明军大胜。
崇禎四年（1631年）正月，後金在瀋陽利用俘虜過來的工匠劉漢，成功仿製了西洋大炮，定名為“天佑助威大將軍”，他們還創造了“失蜡法”，化铸铁为铸钢，以複雜的退火、淬火程序處理火炮的不同部位，使鑄炮工藝領先於明朝。由於夷字犯上滿人的忌諱，紅夷大炮便更名為“紅衣大炮”。皇太极在八旗军設置新營“重軍”（ujenchooha，烏真超哈），後來佟養性任總兵官，曹振彥任教官，開始運用炮兵戰術。
崇禎十二年（1639年），清軍擁有六十門自製的紅衣大炮，在松錦之戰發揮極大戰力，連破明軍據守的塔山、杏山二城。順治元年（1644年）十二月，在入關戰爭中出擊潼關，李自成的大順軍列陣迎戰，清軍因主力及大砲尚未到達，堅守不戰，次年正月，又以紅衣大炮重創李自成的大順軍，李自成流竄至湖北通山縣，陣亡。
順治二年（1646年）四月二十四日，清軍調集紅衣大炮轟擊揚州城，史可法血書告急，南明政權卻置若罔聞。二十五日揚州城破，史可法壯烈成仁，清兵屠城十日，史稱揚州十日。

## 外部連結
- 黃一農：
  - 〈明末薩爾滸之役的潰敗與西洋大砲的引進〉
  - 〈明清獨特複合金屬砲的興衰〉
  - 〈紅夷大砲與皇太極創立的八旗漢軍〉
  - 〈歐洲沉船與明末傳華的西洋大砲〉
  - 〈紅夷大砲與明清戰爭──以火砲測準技術之演變為例〉